# Horsfieldia polyspherula
Horsfieldia polyspherula är en tvåhjärtbladig växtart som först beskrevs av Joseph Dalton Hooker, och fick sitt nu gällande namn av James Sinclair. Horsfieldia polyspherula ingår i släktet Horsfieldia och familjen Myristicaceae.

## Underarter
Arten delas in i följande underarter:
- H. p. maxima
- H. p. sumatrana